# Kaple Panny Marie Bolestné (Borek)
Kaple Panny Marie Bolestné je římskokatolická kaple v Borku, farnosti Dvůr Králové nad Labem. Kaple je situována po pravé straně silnice ze Dvora Králové nad Labem do Žirče.

## Historie
Kaple byla postavena v roce 1844.